# Koloss von Hüven

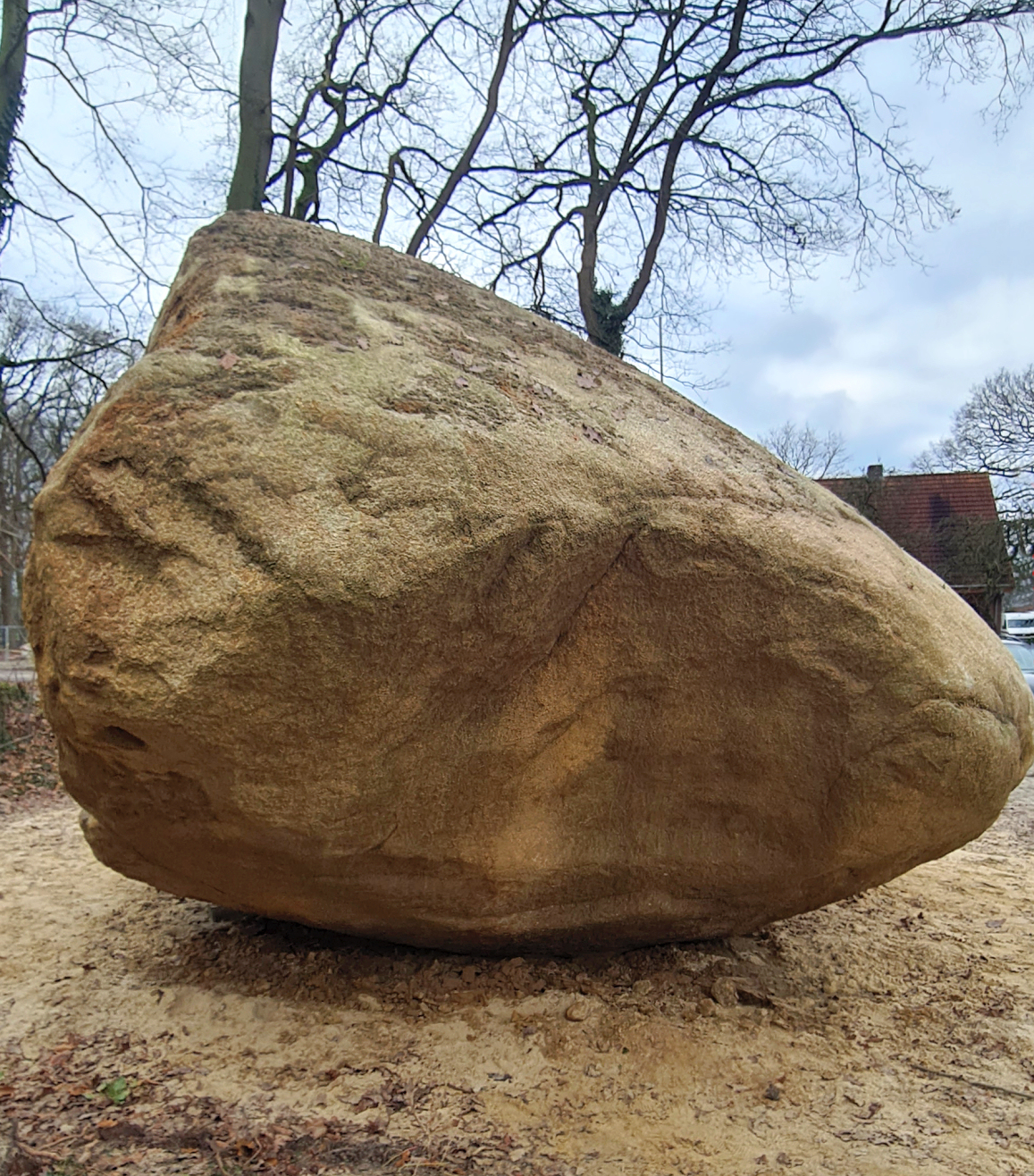
Der nach der Bergung in Hüven aufgestellte Findling, 2021

Der Koloss von Hüven ist ein 102,5 Tonnen schwerer Findling, der im Jahr 2020 in Hüven im Landkreis Emsland im westlichen Niedersachsen entdeckt und geborgen wurde. Er ist das viertgrößte Exemplar in Niedersachsen.

## Geologie
Der unter der Erdoberfläche auf einem Acker (52° 47′ 5,3″ N, 7° 34′ 27,8″ O) gelegene Findling hat eine Länge von 5,8 Meter, eine Breite von 4,9 Meter und eine Höhe von 2,9 Meter. Sein Gewicht schätzten Geologen des Landesamtes für Bergbau, Energie und Geologie (LBEG) vorab auf 100 bis 140 Tonnen. Sie zählten ihn von Anfang an zu den größten Findlingen in Niedersachsen. Der landesweit größte Findling ist der Giebichenstein bei Stöckse mit 330 Tonnen. Zwei weitere Findlinge in Dietrichsfeld im Landkreis Aurich und in Ambühren bei Cloppenburg wiegen 110 Tonnen.

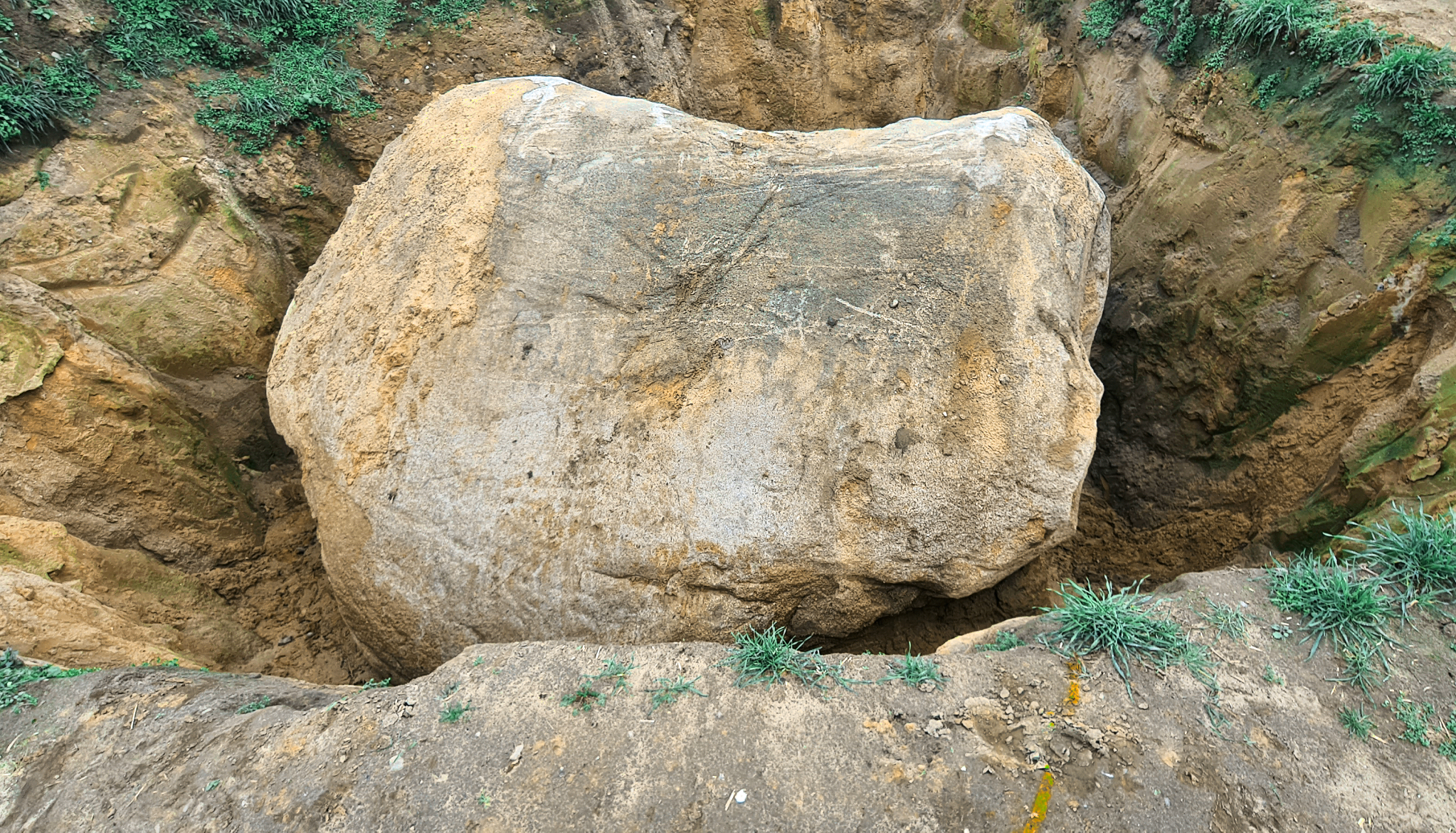
Der Findling im Erdreich, 2020

Wie auch in anderen Fällen der Entdeckung von großen Findlingen untersuchte das LBEG als geologischer Dienst von Niedersachsen den Stein in Hüven noch an der Fundstelle auf dem Acker. Dabei wurde unter anderem eine Gesteinsprobe zur Feststellung der Gesteinsart und Herkunft genommen. Das Landesamt schätzt das Alter des Gesteins auf eine Milliarde Jahre. Findlinge mit mehr als zwei Metern Durchmesser erfüllen die Anforderungen an ein Naturdenkmal bzw. an ein Geotop, da sie im glazial geprägten Norddeutschland aufgrund ihrer Größe eine geologische Besonderheit darstellen.
Der vermutlich aus Skandinavien stammende Stein wurde während der vorletzten Eiszeit, der Saalekaltzeit, vom Inlandeis an die heutige Fundstelle verfrachtet. Der Eisschild schuf während dieser Eiszeit vor rund 150.000 bis 200.000 Jahren durch mittransportierte Geröll- und Sandmassen auch die Erhebung des Hümmlings, auf der der Stein liegt. In der Jungsteinzeit nutzten ab etwa 3800 v. Chr. Angehörige der Trichterbecherkultur derartige Steine zur Errichtung von Megalithanlagen. Bei Hüven haben sich unter anderem mit Volbers Hünensteinen und dem Großsteingrab Hüven-Süd derartige Anlagen bis heute erhalten.

## Entdeckung
Die Existenz eines größeren Steins im Ackerboden war dem Landwirt, der die Fläche bewirtschaftet, seit Jahrzehnten bekannt. Bei der Bodenbearbeitung kam es durch Steinberührungen mehrfach zu Schäden an Landmaschinen. Es gab zwei Versuche, den Stein freizulegen, die seiner Größe wegen fehlschlugen. Erst bei einer gesamten Freilegung durch ein Tiefbauunternehmen im Jahr 2020 wurde die tatsächliche Größe des Steins festgestellt. Danach entwickelte sich der freigelegte Findling im Acker zu einem Besuchermagneten mit bis zu 1000 Schaulustigen an Wochenenden.

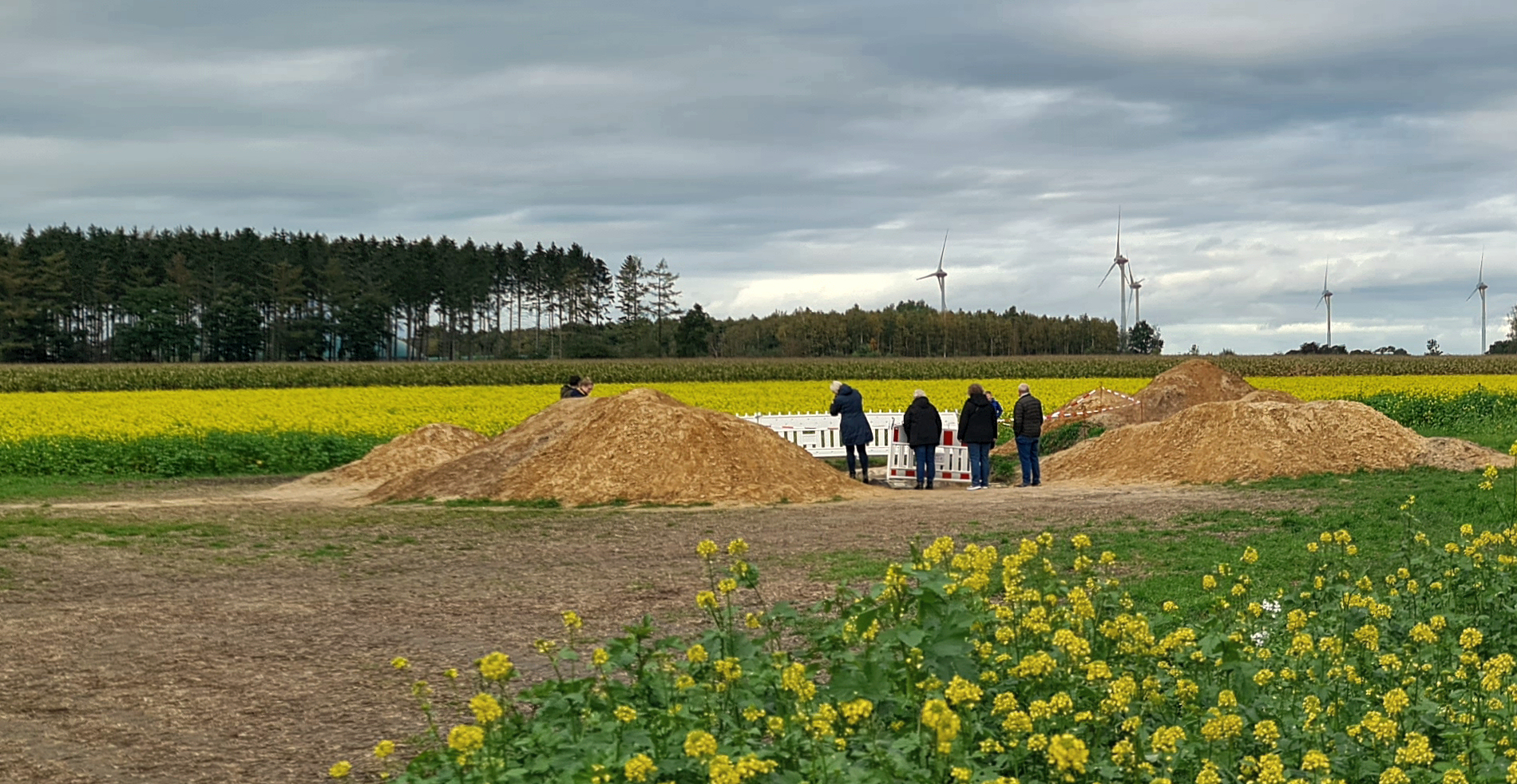
Die Fundstelle auf einem Acker auf dem Hümmling
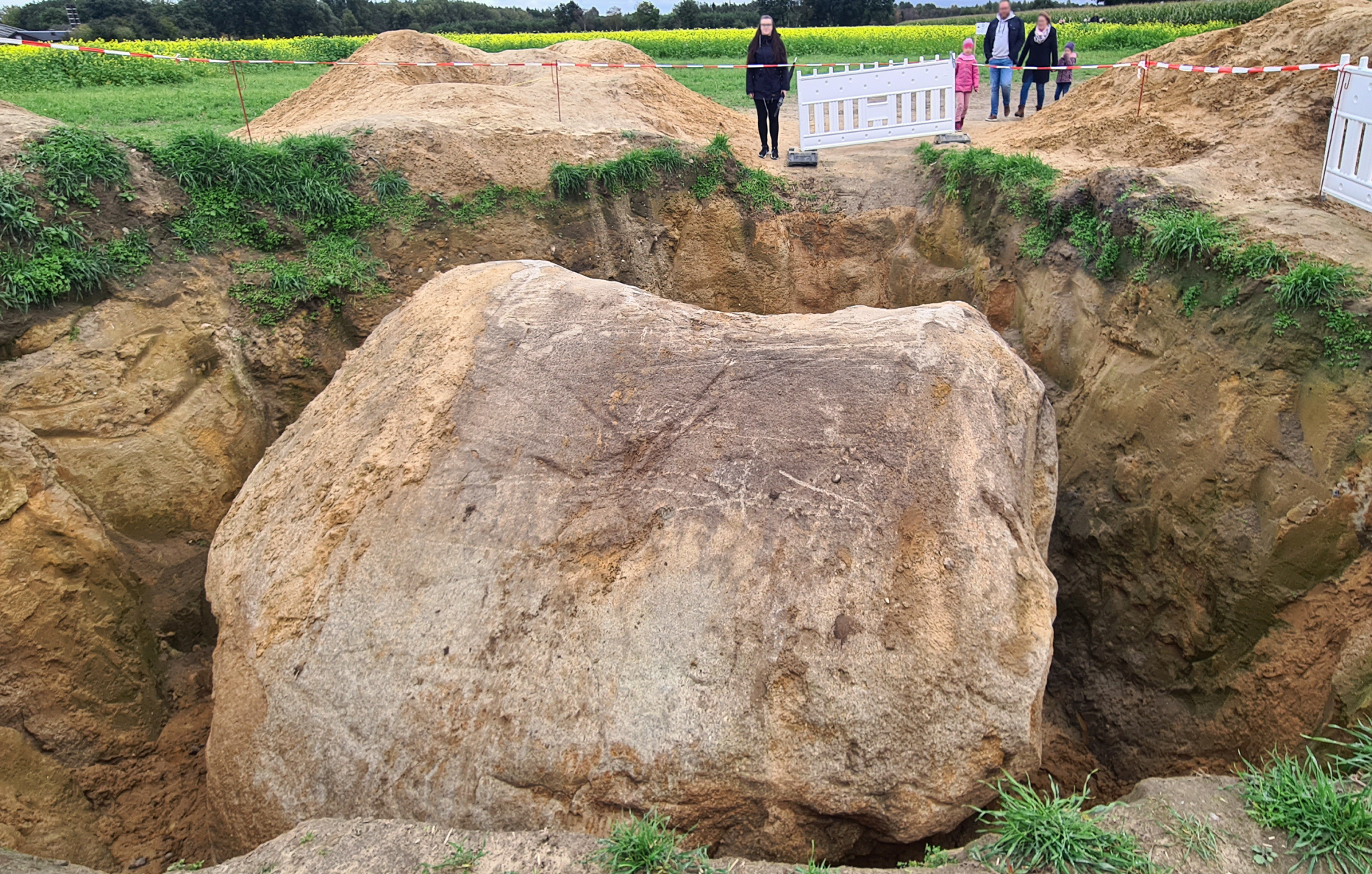
Der freigelegte Stein, Oktober 2020

## Bergung und Aufstellung
Laut dem stellvertretenden Bürgermeister von Hüven sollte der Stein wegen seiner außergewöhnlichen Größe erhalten bleiben. Er wurde im Jahr 2020 knapp drei Monate nach seiner Freilegung durch ein Schwertransportunternehmen geborgen. Die Kosten für die Bergung und den Transport des Findlings betrugen etwa 35.000 Euro. Sie übernahm die Gemeinde Sögel mit Beteiligung des Landkreises Emsland und der Samtgemeinde Sögel. Der Stein wurde am Schützenplatz in der Ortsmitte von Hüven aufgestellt. Ursprünglich sollte er noch 2021 für 120.000 Euro als touristisches Ziel mit Aufenthaltsmöglichkeit gestaltet werden, was dann 2022 erfolgte.
Der zunächst als Findling von Hüven bezeichnete Stein erhielt im Mai 2021 den Namen Koloss von Hüven. Die Benennung erfolgte durch den Gemeinderat nach einer Ausschreibung, bei der unter anderem die Bezeichnungen „Hüvener Riese“, „Riese“ und „Der Große“ vorgeschlagen wurden. 2022 wurde der Findling eingeweiht. Im selben Jahr wurde er als Naturdenkmal unter Schutz gestellt.
Ein ähnliches Vorgehen beim Bergen von Findlingen gab es in Niedersachsen in jüngerer Zeit bei dem im Jahr 2013 entdeckten Koloss von Ostermunzel bei Hannover und dem im Jahr 2016 entdeckten Alten Schweden bei Lohne.

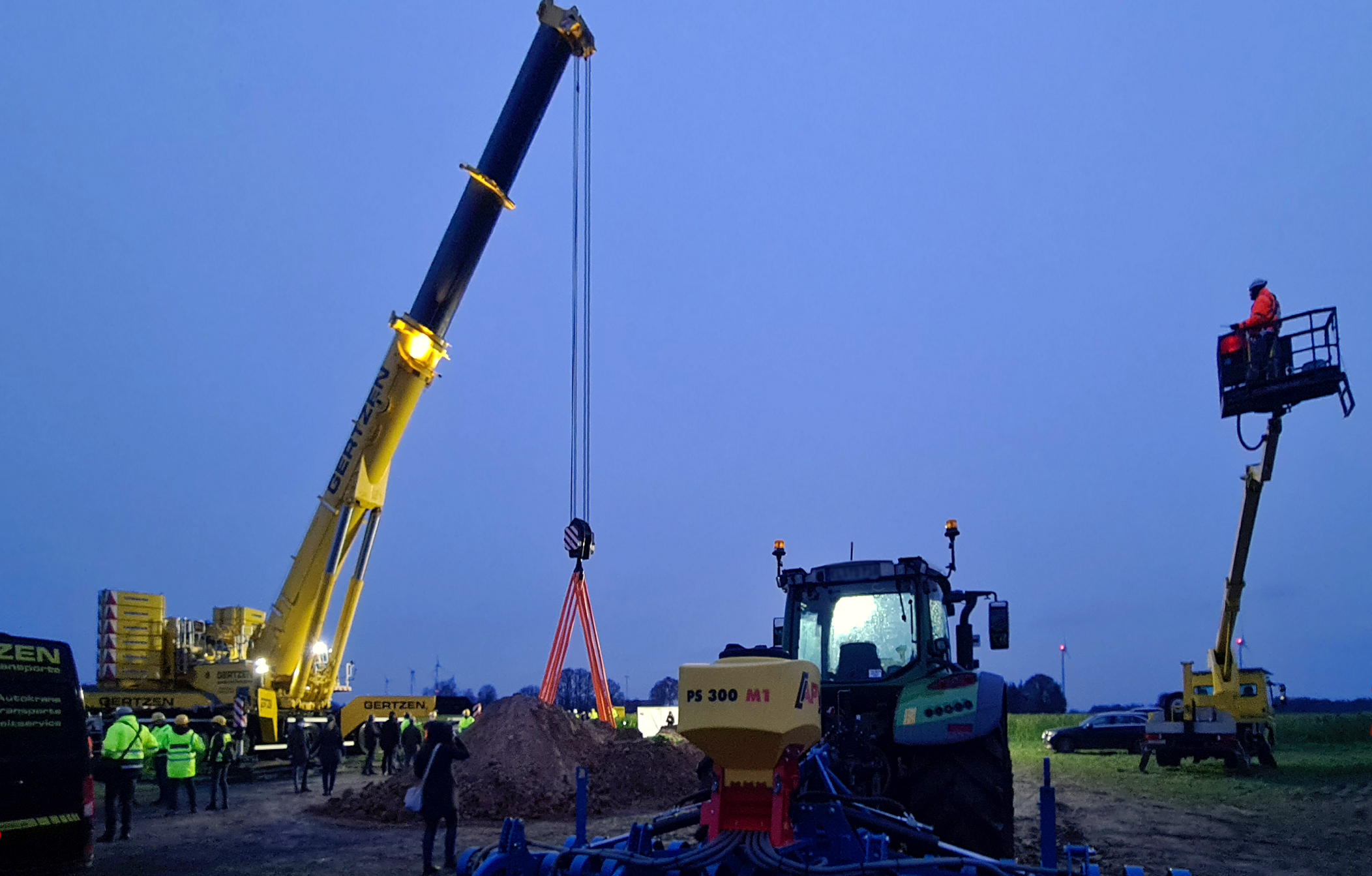
Vorbereitungen bei der Bergung, Dezember 2020
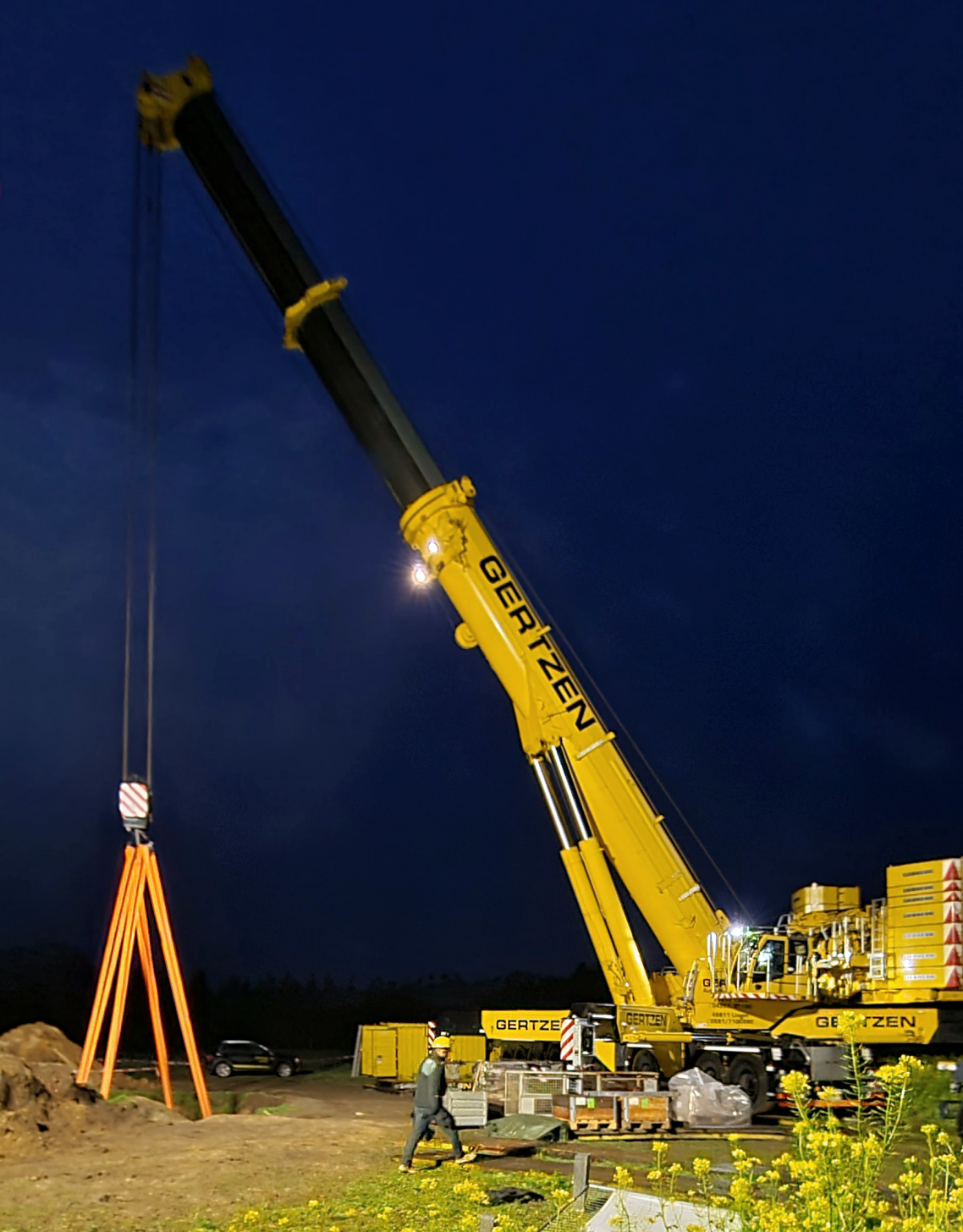
Der Bergungskran hat den Findling am Haken
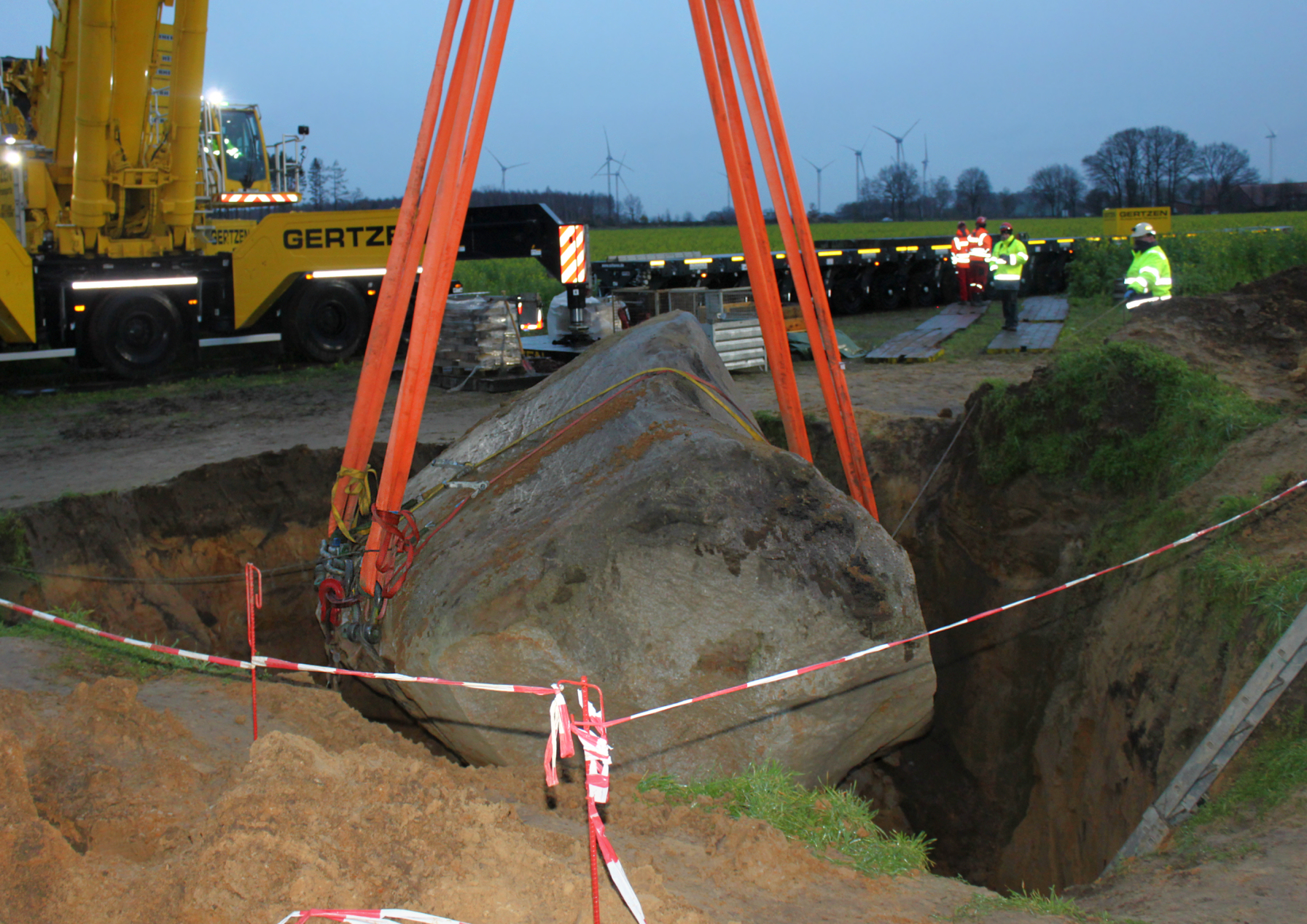
Der angehobene Stein
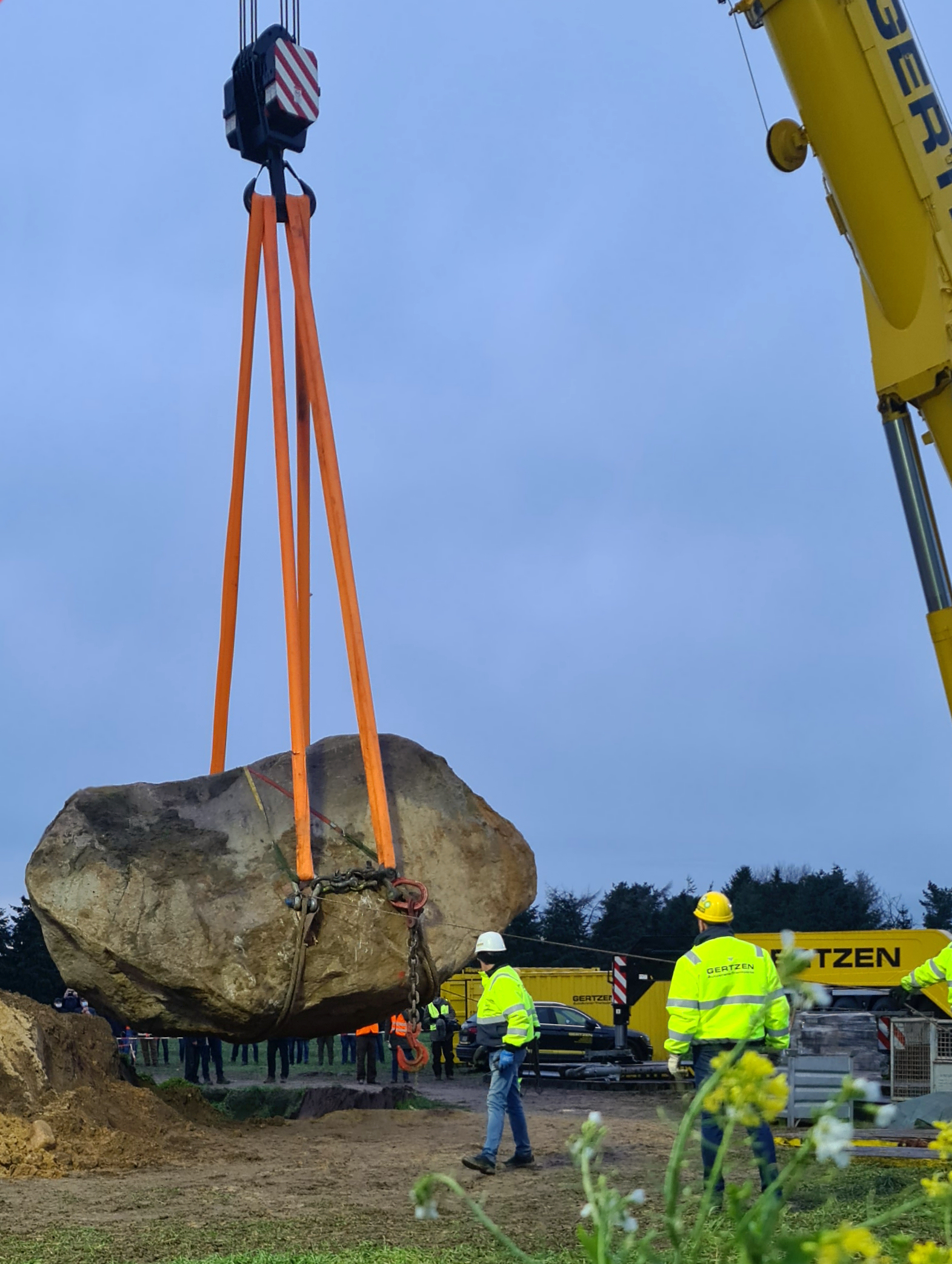
Der Stein am Haken
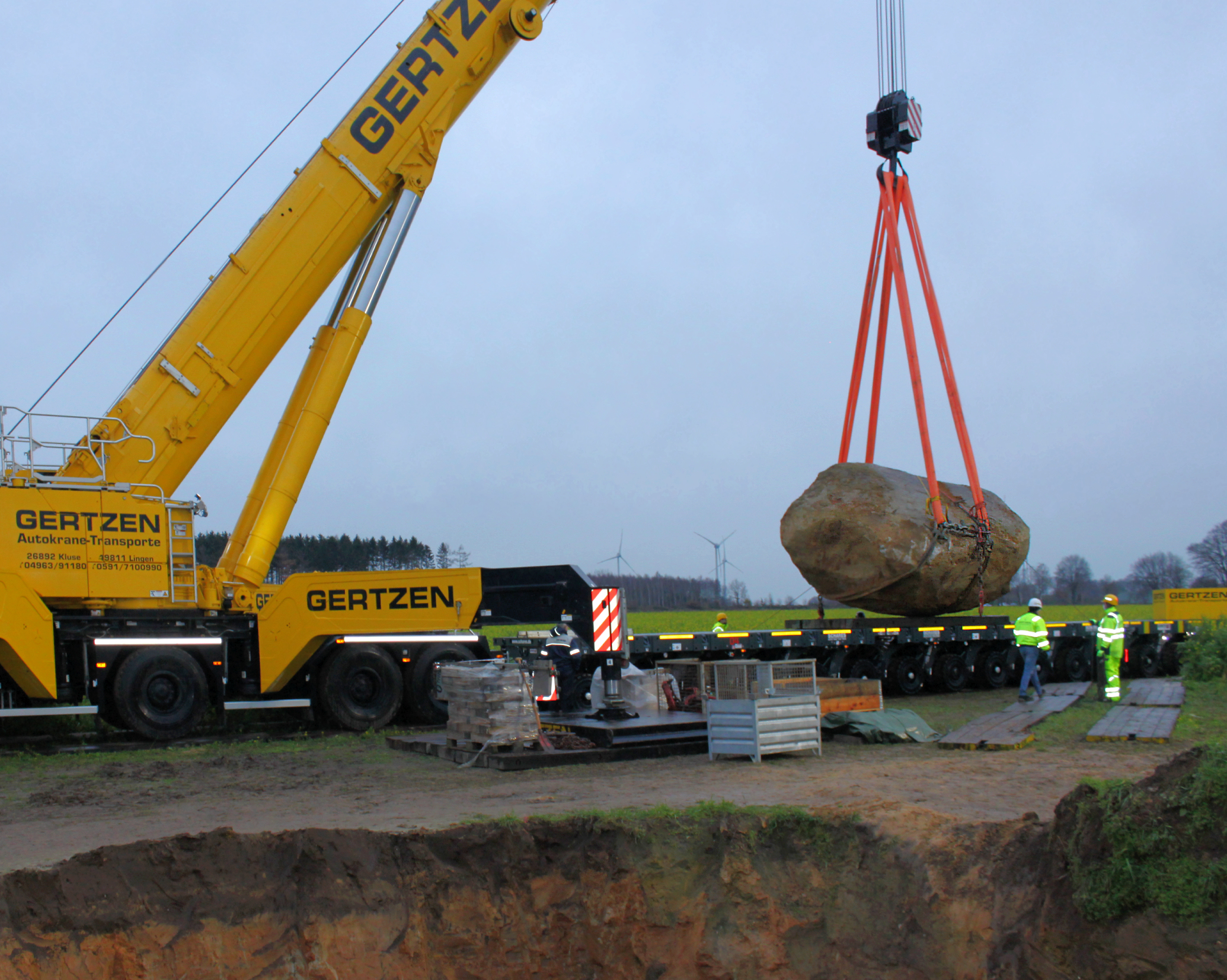
Verlastung auf einen Tieflader mit dem Erdloch im Vordergrund